# Gumbelova porazdelitev 2. tipa
Gumbelova porazdelitev 2. tipa je družina zveznih verjetnostnih porazdelitev, ki je določena z dvema parametroma. 
Imenuje se po nemškem matematiku Emilu Juliusu Gumbelu (1891 – 1966).
Porazdelitev je podobna Weibullovi porazdelitvi, če bi zamenjali {\displaystyle b=\lambda ^{k}\!} in {\displaystyle a=-k\!}. Pozitiven k nam da negativen a, kar pa seveda ni možno, ker bi dobili negativno gostoto verjetnosti. 

## Lastnosti

### Funkcija gostote verjetnosti
Funkcija gostote verjetnosti za porazdelitev je 
{\displaystyle f(x|a,b)=abx^{-a-1}e^{-bx^{-a}}\,}

### Zbirna funkcija verjetnosti
Zbirna funkcija verjetnosti je enaka 
{\displaystyle F(x|a,b)=e^{-bx^{-a}}\,}

## Pričakovana vrednost
Pričakovana vrednost postane neskončna za vrednosti {\displaystyle 0<a\leq 1\!}.

## Varianca
Varianca prav tako postane neskončna za vrednosti {\displaystyle 0<a\leq 2\!}.

## Povezave z drugimi porazdelitvami
- Kadar je {\displaystyle b=1\!} dobimo Fréchetovo porazdelitev.